# Овсиште
Овсиште је насеље у Србији у општини Топола у Шумадијском округу. Према попису из 2022. има 483 становника (према попису из 2011. било је 536 становника).

## Демографија
У насељу Овсиште живи 522 пунолетна становника, а просечна старост становништва износи 45,0 година (43,7 код мушкараца и 46,2 код жена). У насељу има 183 домаћинства, а просечан број чланова по домаћинству је 3,44.
Ово насеље је великим делом насељено Србима (према попису из 2002. године), а у последња три пописа, примећен је пад у броју становника.
|  |

| Демографија | Демографија | Демографија |
| Година      | Становника  | Становника  |
| ----------- | ----------- | ----------- |
| 1948.       | 1.196       |             |
| 1953.       | 1.180       |             |
| 1961.       | 1.080       |             |
| 1971.       | 969         |             |
| 1981.       | 912         |             |
| 1991.       | 797         | 718         |
| 2002.       | 630         | 722         |
| 2011.       | 536         |             |
| 2022.       | 483         |             |

| Етнички састав према попису из 2002.‍ | Етнички састав према попису из 2002.‍ | Етнички састав према попису из 2002.‍ | Етнички састав према попису из 2002.‍ | Етнички састав према попису из 2002.‍ |
| ------------------------------------ | ------------------------------------ | ------------------------------------ | ------------------------------------ | ------------------------------------ |
|                                      |                                      |                                      |                                      |                                      |
| Срби                                 | Срби                                 |                                      | 624                                  | 99,04%                               |
| Румуни                               | Румуни                               |                                      | 1                                    | 0,15%                                |
| непознато                            | непознато                            |                                      | 2                                    | 0,31%                                |

| Година пописа     | 1948. | 1953. | 1961. | 1971. | 1981. | 1991. | 2002. |
| ----------------- | ----- | ----- | ----- | ----- | ----- | ----- | ----- |
| Број домаћинстава | 247   | 248   | 254   | 244   | 238   | 212   | 183   |

| Број чланова      | 1  | 2  | 3  | 4  | 5  | 6  | 7  | 8 | 9 | 10 и више | Просек |
| ----------------- | -- | -- | -- | -- | -- | -- | -- | - | - | --------- | ------ |
| Број домаћинстава | 35 | 43 | 25 | 23 | 18 | 24 | 12 | 3 | 0 | 0         | 3,44   |

| Пол    | Укупно | Неожењен/Неудата | Ожењен/Удата | Удовац/Удовица | Разведен/Разведена | Непознато |
| ------ | ------ | ---------------- | ------------ | -------------- | ------------------ | --------- |
| Мушки  | 268    | 55               | 180          | 24             | 6                  | 3         |
| Женски | 267    | 25               | 174          | 60             | 5                  | 3         |
| УКУПНО | 535    | 80               | 354          | 84             | 11                 | 6         |

| Пол    | Укупно                    | Пољопривреда, лов и шумарство | Рибарство                            | Вађење руде и камена | Прерађивачка индустрија       |
| ------ | ------------------------- | ----------------------------- | ------------------------------------ | -------------------- | ----------------------------- |
| Мушки  | 146                       | 98                            | 0                                    | 0                    | 17                            |
| Женски | 97                        | 70                            | 0                                    | 0                    | 4                             |
| УКУПНО | 243                       | 168                           | 0                                    | 0                    | 21                            |
| Пол    | Производња и снабдевање   | Грађевинарство                | Трговина                             | Хотели и ресторани   | Саобраћај, складиштење и везе |
| Мушки  | 1                         | 5                             | 5                                    | 0                    | 4                             |
| Женски | 0                         | 0                             | 3                                    | 0                    | 2                             |
| УКУПНО | 1                         | 5                             | 8                                    | 0                    | 6                             |
| Пол    | Финансијско посредовање   | Некретнине                    | Државна управа и одбрана             | Образовање           | Здравствени и социјални рад   |
| Мушки  | 0                         | 0                             | 1                                    | 2                    | 0                             |
| Женски | 1                         | 0                             | 0                                    | 3                    | 1                             |
| УКУПНО | 1                         | 0                             | 1                                    | 5                    | 1                             |
| Пол    | Остале услужне активности | Приватна домаћинства          | Екстериторијалне организације и тела | Непознато            | Непознато                     |
| Мушки  | 0                         | 0                             | 0                                    | 13                   | 13                            |
| Женски | 1                         | 0                             | 0                                    | 12                   | 12                            |
| УКУПНО | 1                         | 0                             | 0                                    | 25                   | 25                            |

## Знамените личности
Српски сатиричар Радоје Домановић рођен је у Овсишту 4/16. фебруара 1873. године. Овде се налази његова родна кућа.

## Галерија
- Црква Св. Прокопија
- Родна кућа Радоја Домановића
- Сеоска школа
- Споменик ратницима 1912—1918.